# Baazigar
Baazigar è un film indiano del 1993 diretto da Abbas-Mustan. Ha come protagonisti Shah Rukh Khan e Kajol nei ruoli principali, mentre Raakhee, Shilpa Shetty, Dalip Tahil, Siddharth Ray e Johnny Lever appaiono nei ruoli secondari, con la colonna sonora composta da Anu Malik. Il film parla di un giovane che cerca di vendicare la caduta della sua famiglia. La storia è vagamente basata sul romanzo di Ira Levin del 1953 Un bacio prima di morire e sul suo adattamento cinematografico del 1991 con lo stesso nome.
Questo è stato il ruolo decisivo di Khan come unico protagonista (il suo primo come antieroe), oltre ad essere il suo ottavo film su ottanta durante i suoi 30 anni di carriera, il primo successo commerciale di Kajol e il debutto cinematografico di Shetty.
Baazigar è stato pubblicato il 12 novembre 1993, in coincidenza con il festival di Diwali. Realizzato con un budget di 40 milioni di ₹, il film è stato dichiarato un successo al botteghino con un incasso mondiale di 320 milioni di ₹. Oltre ad emergere come un grande successo finanziario, il film è diventato un cult nel corso degli anni grazie alla suspense, alla storia, alla sceneggiatura, alla colonna sonora e alle interpretazioni del cast. È stata la prima collaborazione tra Khan e Kajol, che è diventata una delle coppie più iconiche dell'India sullo schermo. Ha contribuito a stabilire Khan, Kajol, Shetty e Malik nei film hindi e la colonna sonora ha venduto oltre 10 milioni di unità, diventando così l'album più venduto dell'anno.
Alla 39ª edizione dei Filmfare Awards, Baazigar ha ricevuto 10 nomination, tra cui Miglior film, Miglior attrice non protagonista e Miglior debutto femminile (entrambi per Shetty), e ha vinto 4 premi, tra cui Miglior attore (Khan) e Miglior regista musicale (Malik).
Un remake telugu, Vetagadu, è stato pubblicato nel 1995, prima che un remake tamil, Samrat, fosse pubblicato nel 1997 e un remake Kannada, Nagarahavu, fosse pubblicato nel 2002.

## Trama
Il giovane Ajay Sharma vive con la madre gravemente malata, quasi in stato vegetativo. Affidandola alle cure di una vicina, parte per Mumbai in cerca di fortuna insieme all'amico Vicky Malhotra.
Ajay intesse una relazione segreta con Seema Chopra, figlia di un ricco imprenditore, che fa follemente innamorare grazie ad un atteggiamento timido e sfuggente che lo differenzia dai molti altri ragazzi che la corteggiano sguaiatamente. Con lei Ajay interpreta il ruolo di uno studente di modesta estrazione socioeconomica impossibilitato a farsi accettare come sposo da suo padre per via della loro differenza di ceto (Kitaben bahut si). Durante uno dei loro incontri clandestini i due vengono visti da Ravi, un compagno di corso segretamente innamorato di Seema. 
Ajay partecipa ad una corsa automobilistica durante la quale gareggia contro Madan Chopra, al quale si presenta come un benestante venditore di auto sportive sotto il falso nome rubato a un ignaro Vicky Malhotra. Dopo la corsa Ajay corteggia l'altra figlia di Chopra, Priya, che si innamora di lui a prima vista (Baazigar o baazigar).
Quando con orrore di Seema suo padre sembra intenzionato a farle sposare un altro ragazzo, Ajay le propone di togliersi la vita insieme: lei accetta e i due scrivono ognuno una lettera di addio in cui annunciano il loro gesto. Subito dopo, Ajay dice a Seema di aver soltanto voluto mettere alla prova il suo amore, le porta via la lettera e le promette di sposarla in segreto per poi fuggire insieme.
Al contempo, Ajay frequenta Priya con l'approvazione di Chopra, continuando a spacciarsi per Vicky Malhotra e sfuggendo alle occasioni in cui il suo doppio gioco con le due sorelle potrebbe venire scoperto.
Nel giorno concordato per il loro matrimonio segreto, Ajay conduce Seema sulla terrazza sulla sommità dell'edificio dell'ufficio di stato civile, con la scusa di evitare di restare in strada in attesa dell'orario di apertura. Qui, tra le proteste della ragazza che soffre di vertigini, la fa sedere sul cornicione e, fingendo un atteggiamento galante, la getta nel vuoto uccidendola. Invia poi a casa Chopra la lettera di suicidio di Seema, che aveva conservato. Quando un gioielliere si presenta alla villa con un conto da pagare per una collana nuziale, Priya sospetta che Seema sia stata uccisa e che avesse un fidanzato segreto, ma Madan Chopra chiede alla polizia di non indagare oltre per non macchiare la reputazione della famiglia e dell'azienda. 
Priya continua però a farsi domande e a indagare ufficiosamente con l'aiuto dell'amico poliziotto Karan Saxena, segretamente innamorato di lei. I due credono di essere giunti ad una svolta quando Ravi, intenzionato ad aiutarli, racconta loro di sapere chi fosse il fidanzato segreto di Seema e promette di mostrare loro una fotografia scattata durante una festa nella quale inavvertitamente compare Ajay. Mentre però si reca nella propria stanza per recuperare la foto Ajay lo segue, lo aggredisce, lo costringe a scrivere una lettera di suicidio in cui fa sembrare che fosse lui il fidanzato segreto e l'assassino di Seema, poi lo strangola e ne appende il corpo al soffitto simulando un suicidio per impiccagione.
Ajay approfitta quindi del dolore e della vulnerabilità di Priya in seguito alla morte della sorella per legarla ancora di più a sé, recitando la parte del fidanzato dolce e supportivo. Si fa inoltre assumere nell'azienda di famiglia e guadagna sempre più la fiducia di Chopra. 
Viene gradualmente rivelato tramite vari flashback nel corso del film che il fiorente impero tessile di Madan Chopra apparteneva un tempo al padre di Ajay, e Chopra ne era un dipendente. Scopertolo a rubare dalla cassa aziendale, Sharma lo aveva fatto incarcerare per due anni, ma quando Chopra, vedovo, era tornato pregando di essere reintegrato per poter provvedere alle sue figlie, la madre di Ajay aveva convinto il marito a fidarsi nuovamente di lui. Chopra aveva però tramato disonestamente alle sue spalle fino a farsi accordare delega legale sull'azienda, finendo per impadronirsene e gettare nel fango il suo ex capo. Gli Sharma si erano così ridotti in povertà, e quando la madre di Ajay era andata a pregare Chopra di ricordarsi del bene e della fiducia accordatagli, lui le aveva avanzato proposte oscene davanti al figlio. Il padre di Ajay si era ammalato, il piccolo Ajay era costretto a lavorare per mantenere la famiglia e la sorellina poco più che neonata si era ammalata anch'essa. Nell'uscire di casa nonostante le raccomandazioni del medico per procurarsi medicine per la bambina, il padre era crollato al suolo, morto, e anche la piccola era deceduta nella stessa notte. La madre di Ajay era caduta nello stato quasi vegetativo in cui si trova tutt'ora a causa del trauma. Ajay ritiene quindi Chopra responsabile di tutte le disgrazie sue e della sua famiglia: il suo piano è quello di rovinarlo moralmente ed economicamente, seducendo entrambe le sue figlie solo per usarle come strumenti della sua vendetta e riappropriarsi dell'impero di suo padre.
Ajay e Priya si preparano a celebrare il loro fidanzamento ufficiale, ma in un negozio incontrano Anjali, la migliore amica di Seema, la quale afferma di aver già visto "Vicky" da qualche parte. Sul momento non sa ricollegarlo al fidanzato segreto intravisto con sospetto alla festa, ma rientrata nella sua stanza ritrova anche lei la fotografia in cui lui compare. La sera, durante la sontuosa festa di fidanzamento (Chhupana bhi nahi ata), Anjali capisce la verità e tenta di telefonare a Priya per metterla in guardia, ma Ajay intercetta la telefonata approfittando della sbadataggine di un domestico, si fa dire da Anjali dove si trova spacciandosi per Chopra e va ad uccidere anche lei.
Questo secondo omicidio, chiaramente non imputabile a colui che era stato incastrato per l'assassinio di Seema, infittisce i sospetti di Priya e Karan, che crescono ulteriormente quando, durante una serata in discoteca, Ajay e Priya si imbattono casualmente nel vero Vicky Malhotra (Yeh kaali kaali aankhen). Priya sospetta sempre di più che il suo fidanzato le stia mentendo.
Inaspettatamente, Ajay si rende conto di provare per Priya un sentimento vero, ma una sinistra voce maschile nella sua mente gli intima di non lasciare che l'amore lo rallenti nel suo piano di vendetta e gli rammenta che lui non può essere altro che distruzione.
Ormai di famiglia, Ajay riesce a farsi conferire da Chopra la delega legale che gli dà potere pressoché totale sull'azienda, e durante un viaggio d'affari di Chopra se ne impadronisce completamente, rinominandola Sharma. Al suo ritorno, gli rivela esultando la propria vera identità e tutto il suo progetto di vendetta compiuto. 
Priya nel frattempo rintraccia il vero Vicky Malhotra, va a parlare con lui e ne ottiene l'indirizzo di casa di Ajay. Si precipita lì e trova la collana nuziale che Seema aveva regalato ad Ajay pochi istanti prima che lui la uccidesse e che lui aveva poi conservato, forse per rimorso: le loro foto dentro al ciondolo sono la prova inconfutabile che lui era il fidanzato segreto e l'assassino di sua sorella. 
Ajay la raggiunge, le rivela tutta la storia e le mostra sua madre, ottenendo nonostante tutto la compassione di Priya.
Sopraggiunge Chopra con molti scagnozzi e ne consegue una sanguinosa lotta durante la quale la madre di Ajay, udendo il nome di Madan Chopra, riacquista la memoria e difende il figlio, ma così facendo si fa male a sua volta. Questo scatena l'ira di Ajay che, nonostante le ferite, riesce a uccidere tutti i sicari, rimanendo testa a testa con Chopra, a sua volta gravemente ferito.
Nel frattempo sopraggiunge la polizia, chiamata da Priya.
Ajay sta per uccidere Chopra, ma quando Karan lo prega di desistere in nome di sua madre, getta l'arma. Il suocero però ne approfitta per trafiggerlo con un palo appuntito, e a quel punto Ajay lo uccide scagliandosi contro di lui e impalandolo a sua volta. Ajay spira guardando Priya e facendosi tenere tra le braccia dalla madre, finalmente in pace per aver compiuto la vendetta. 

## Premi
- Filmfare Awards
  - "Best Actor" (Shah Rukh Khan)
  - "Best Music Direction" (Anu Mail)
  - "Best Male Playback Singer" (Kumar Sanu - Yeh Kali Kali Aankhein)
  - "Best Screenplay" (Robin Bhatt, Javed Siddiqui, Akash Khurana)